# Ctenium ledermannii
Ctenium ledermannii är en gräsart som beskrevs av Pilg.. Ctenium ledermannii ingår i släktet Ctenium, och familjen gräs.
Artens utbredningsområde är Kamerun. Inga underarter finns listade i Catalogue of Life.